# Schafsbrücke (Recht)

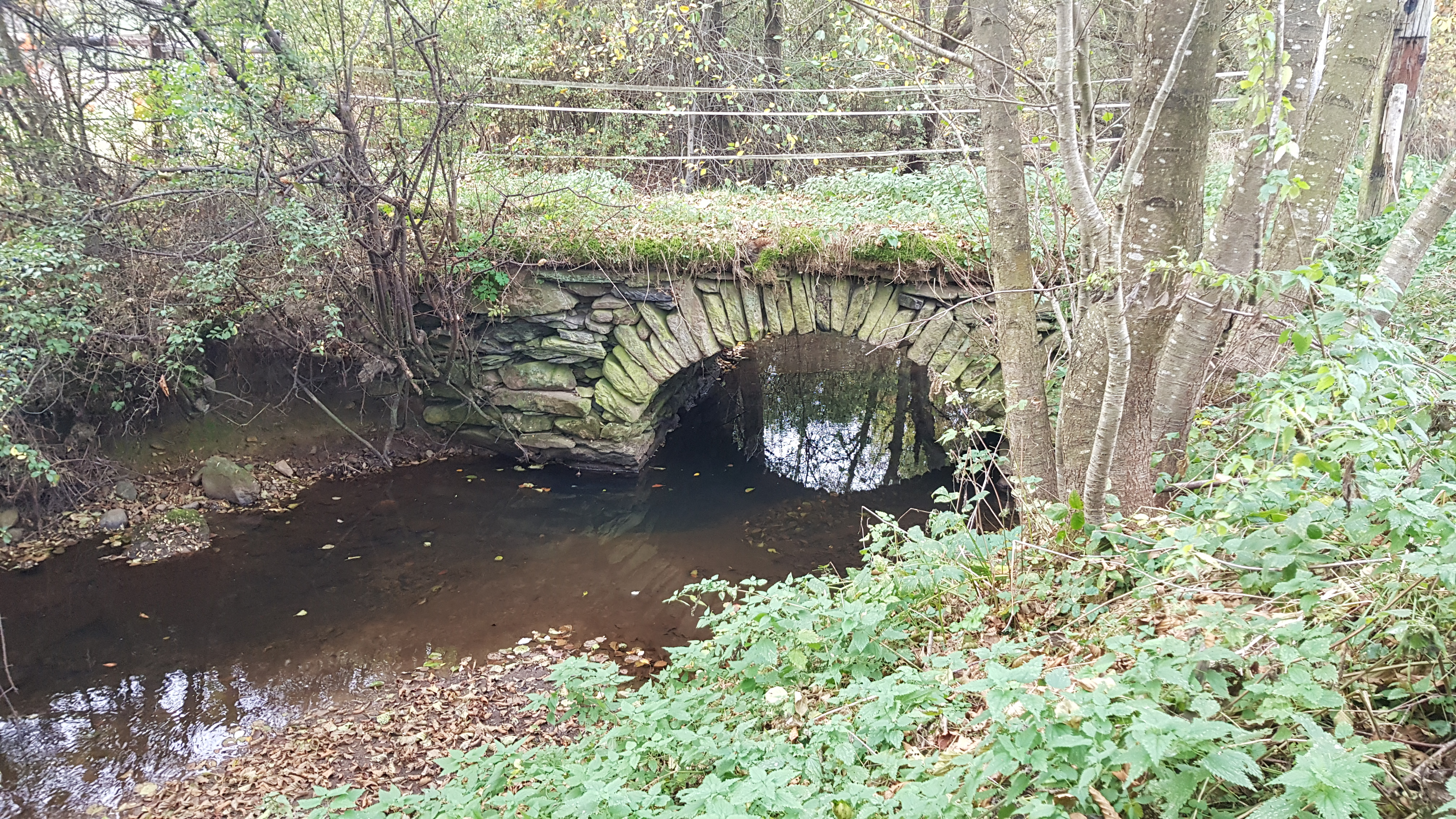
Schafsbrücke in Recht

Die Schafsbrücke in Recht, einem Ortsteil der belgischen Stadtgemeinde Sankt Vith in der Provinz Lüttich, ist circa 4,50 Meter lang und circa 3,50 Meter breit. Die Brücke über den Rechterbach ist seit 1995 ein geschütztes Kulturdenkmal.
Bereits im Jahr 670 wird eine Brücke an dieser Stelle des Baches urkundlich erwähnt. Es ist jedoch unklar, zu welchem Zeitpunkt die heutige Brücke erbaut wurde. Bis zur Französischen Revolution bildete der Bach die Grenze zwischen der Herrschaft St. Vith und der Grafschaft Salm, sowie zwischen den Bistümern Köln und Lüttich.
Der massive Bau besitzt keilförmige Steine, die zu einem Rundbogen angeordnet sind. Die Oberfläche war mit Rechter Schieferplatten belegt, die jedoch im 20. Jahrhundert entfernt wurden. 
Da sich früher jenseits des Baches Heideland befand, wurden die Schafe der Rechter Bauern zum Weiden über die Brücke getrieben, daher kommt wahrscheinlich der Name Schafsbrücke. 